# 幸福寺 (久喜市菖蒲町下栢間)
幸福寺（こうふくじ）は、埼玉県久喜市にある曹洞宗の寺院。なお、当寺の約4キロメートル東北東の同市菖蒲町河原井に同名の寺がある。そちらの寺も曹洞宗である。

## 歴史
1195年（建久6年）、源頼朝の開基である。分福茶釜で知られる群馬県館林市の茂林寺の筆頭末寺だったことから、「福」の字がある「幸福寺」という寺号になっている。頼朝夫人の北条政子は、夫・頼朝の菩提を弔うため、「大御堂」を建立している。
往年は多くの塔頭を擁し、曹洞宗の学問寺として修行僧が仏法を学んでいた。そういう経緯もあってか、江戸幕府初代将軍徳川家康が鷹狩をする際の御膳所（休憩所）として指定され、寺領18石が与えられていた。

## 交通アクセス
- 路線バス五丁台停留所より徒歩14分。